# ساینسفلد
ساینسفلد (به آلمانی: Seinsfeld) یک شهر در آلمان است که در بیتبورگ-پروم واقع شده‌است.